# Ana Calvo
Pour les articles homonymes, voir Calvo.
Ana Calvo Corella née le 10 octobre 1996, est une joueuse espagnole de hockey sur gazon. Elle évolue au poste de gardien de but à Sanse Compultense et avec l'équipe nationale espagnole.

## Carrière
Elle a fait ses débuts le 26 février 2022 contre l'Inde à Bhubaneswar lors de la Ligue professionnelle 2021-2022.